# Yael Weiss
Yael Weiss (Ciudad de México, 1977) es editora, traductora, escritora y conductora de TV. Cuenta con cinco publicaciones entre ficción y crónica. Actualmente se desempeña como editora digital de la Revista de la Universidad de México y conductora en TV UNAM.

## Biografía
Yael Weiss es Licenciada y Maestra en Letras Modernas en la Universidad Paris-IV-Sorbonne y cuenta con un Diplomado en Estudios Avanzados (DEA) en Letras Francesas con especialidad en Poesía Francesa Contemporánea, en la Universidad de París X Nanterre. 
Fue becaria del programa Jóvenes Creadores del Fondo Nacional para la Cultura y las Artes en 2014 donde desarrolló la App histórica del Fondo de Cultura Económica "Archivo Abierto: 80 años del FCE".
Ha colaborado en diversas publicaciones nacionales como: Textofilia, Número 0, La Gaceta y Flash; también a nivel internacional como la Editorial Almadía y la revista francesa Jointure y Rehauts.
Actualmente es editora digital para la Revista de la Universidad de México y conductora en TV UNAM en proyectos como “Antropoceno en México. Historias de evolución, biodiversidad y cambio climático” y "MExTranjeros" entre otros.

## Obra
- Cahier de violence (París, 2009).
- Constelación de poetas francófonas de cinco continentes, Diez siglos (selección, traducción y notas, con Verónica Martínez Lira, 2010)
- Hematoma (2019).
- Las cicadas (2021).
- Los muros de aire y otras crónicas de frontera (2023).